# اکاترینا پانتیوخینا
اکاترینا پانتیوخینا (روسی: Екатерина Игоревна Пантюхина؛ زادهٔ ۹ آوریل ۱۹۹۳) بازیکن فوتبال اهل روسیه است.

وی همچنین در تیم‌های ملی فوتبال Russia women's national under-19 football team و زنان روسیه بازی کرده‌است.
وی در مسابقات کشوری و بین‌المللی در مجموع برندهٔ ۱ مدال برنز شده‌است.